# Don't Judge Me
"Don't Judge Me" é uma música do cantor americano Chris Brown, lançada em 2012 em seu quinto álbum de estúdio, Fortune. Foi produzido pelos Messengers e composta por Brown, Nasri Atweh, Adam Messinger e Mark "Pelli" Pellizzer . A música foi enviada para rádios urbanas contemporâneas dos Estados Unidos em 14 de agosto de 2012, servindo como o quinto e último single do álbum. 
"Don't Judge Me" é uma canção em forma de balada, com uma letra em que Brown pede a sua companheira que o perdoe pelos erros e rumores públicos do passado e aceite seguir em frente para um belo futuro juntos. Supostamente, letra foi apontada em teorias como uma referencia aos relacionamentos anteriores conturbados de Brown com a modelo e estilista americana Karrueche Tran e a cantora barbadense Rihanna .
"Don't Judge Me" recebeu críticas em sua maioria positivas dos críticos musicais, sendo considerada por muitos como um dos pontos mais altos de seu álbum Fortune. Nos Estados Unidos, "Don't Judge Me" alcançou a 10º posição na parada de músicas de R&amp;B, a posição 18º na parada de músicas Hot R&B/Hip-Hop e a posição 67º na lista geral da Billboard Hot 100 . Também apareceu nas paradas de singles de diversos outros países, como Austrália, Áustria, Bélgica, França, Alemanha, Hungria e Reino Unido. O videoclipe da canção foi dirigido por Colin Tilley e pelo próprio Chris Brown. No vídeo, Brown embarca em uma “missão suicida” em um foguete para salvar o mundo de uma nave alienígena que invade a Terra. O vídeo também teve recepção positiva da maioria dos fãs e da crítica em geral, principalmente pela seu roteiro e fotografia baseada em filmes apocalípticos.

## Recepção da critica
"Don't Judge Me" gerou críticas positivas em diversos portais especializados em música. Trent Fitzgerald do PopCrush e Mesfin Fekadu da Associated Press a consideraram uma das faixas de destaque no álbum Fortune.  Amy Sciarretto (também escrevendo para PopCrush), observou que a música "demonstra aquele lado [sensível] que não vemos com frequência" de Brown.  Jamel Coles, no UAB <i id="mwzQ">Kaleidoscópio</i> , descreveu "Don't Judge Me" como uma "faixa emocional" e escreveu: "ao ouvir músicas como essa, você não pode criticar sua capacidade de fazer boas músicas".  Jasmine Grant, da revista Juicy, viu a música como uma "balada sincera",  e Maura Johnston, da revista Rolling Stone, escreveu que soa como "um discurso retórico aos críticos da internet". 
Outros críticos agiram de forma ríspida sobre o passado de Brown. Sharon O'Connell da revista Time Out comentou de sobre o título da música: "é um pouco tarde para isso."  Thomas Conner, do Chicago Sun-Times 'chamou-a de "balada suave e ofegante".  Scott Kara, do The New Zealand Herald, descreveu "Don't Judge Me" como "fraca e estremecedora" e afirmou que a letra é "as palavras de alguém que ainda não entende a extensão do que fez no passado." 

## Paradas
| Chart (2012–2013)                                  | Peak position |
| -------------------------------------------------- | ------------- |
| Austrália (ARIA)                                   | 42            |
| Áustria (Ö3 Austria Top 75)                        | 66            |
| Bélgica (Ultratip Bubbling Under de Flandres)      | 2             |
| Bélgica (Ultratip Bubbling Under da Valônia)       | 25            |
| França (SNEP)                                      | 22            |
| Alemanha (Offizielle Deutsche Charts)              | 38            |
| Hungria (Single Top 40)                            | 10            |
| Reino Unido (UK Singles Chart)                     | 42            |
| Reino Unido (OCC UK R&B)                           | 7             |
| Estados Unidos (Billboard Hot 100)                 | 67            |
| Estados Unidos (Billboard Adult R&B Songs)         | 39            |
| Estados Unidos (Billboard R&B/Hip-Hop Songs)       | 18            |
| Estados Unidos (Billboard Hot R&B/Hip-Hop Airplay) | 3             |
| Estados Unidos (Billboard Rhythmic)                | 36            |

 
|